# Janusz Kowalski (koszykarz)
Janusz Kowalski (ur. 4 stycznia 1960) – polski koszykarz, występujący na pozycji obrońcy.

## Osiągnięcia
Drużynowe
- Wicemistrz Polski (1979)
- Awans do najwyższej klasy rozgrywkowej (1983)

Reprezentacja
- Uczestnik mistrzostw Europy U–16 (1977 – 9. miejsce)[1]